# Blåtjärnarna
Blåtjärnarna är en sjö i Vindelns kommun i Västerbotten och ingår i Umeälvens huvudavrinningsområde. Blåtjärnarna ligger i Valfrid Paulsson-reservatet Natura 2000-område.